# Les Garces
Les Garces (en russe : Бабы ; Baby) est une nouvelle d'Anton Tchekhov, parue en 1891.

## Historique
Les Garces est initialement publié dans la revue russe Temps nouveaux, no 5502, du 25 juin 1891, et signé A.Tchekhov.  La nouvelle est aussi traduite en français sous le titre Les Paysannes et sous le titre Les Commères.
Le nouvelle fut interdite dans les livres scolaires et les salles de lecture populaire en 1897. 

## Résumé
Philippe Kachine, alias Diouda, est patron d’une auberge. Arrive Matveï Savvitch, marchand en déplacement, qui lui raconte l’histoire de Kouzka, le petit garçon qui voyage avec lui et dont il est le tuteur.
Les parents du garçon, Vassili Kaplountsev et Machenka Samokhvalov, avaient fait un mariage arrangé. Le bonheur, car il y en eut un peu, avait duré 6 mois, puis le mari est enrôlé soldat et part de nombreuses années en Pologne. Sa femme accouche peu après son départ de Kouzka. Seule, elle a besoin d’aide pour tenir la maison et la petite affaire de transport de son mari. Le gentil voisin Matveï l’aide, la conseille et tombe amoureux d’elle en moins d’une année. L’amour est réciproque, ils vivent bientôt en concubinage.
Deux années passent, une lettre de Vassili avertit qu’il va rentrer. Matveï est content, car il veut se débarrasser de Machenka, qui, au contraire, ne veut plus de son mari. Vassili arrive, Matveï lui avoue tout. Vassili pardonne, mais Machenka ne veut plus de lui. Vassili finit par la battre sérieusement, puis de désespoir, il tombe malade et meurt rapidement.
Les autorités, ayant des doutes sur la cause de la mort de Vassili, pratiquent une autopsie, au cours de laquelle on trouve de l’arsenic dans son l’estomac. On arrête alors Machenka : elle est condamnée à 13 ans de travaux forcés en Sibérie, mais meurt de maladie avant son transfert.

## Édition française
- Les Garces, traduit par Édouard Parayre, dans Œuvres, tome II, Paris, Éditions Gallimard, coll. « Bibliothèque de la Pléiade » no 220, 1970  (ISBN 2-07-010550-4)